# تاريخ فيينا

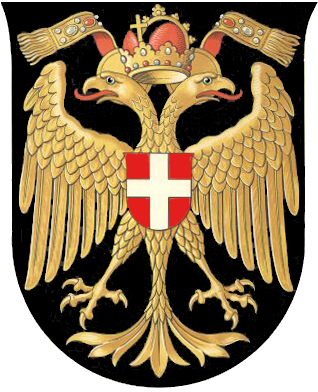

تاريخ فيينا طويل ومتنوع، بدأ عندما أنشأت الإمبراطورية الرومانية معسكرًا عسكريًا في المنطقة التي تُعتبر الآن مركز مدينة فيينا. منذ تلك البداية المتواضعة، نمت فيينا من كونها مستوطنة رومانية معروفة باسم فيندوبنا، لتصبح موقعًا تجاريًا مهمًا في القرن الحادي عشر. أصبحت عاصمة لسلالة بابنبرغ ومن بعدها لسلالة هابسبورغ النمساوية، التي أصبحت في عهدها المدينة واحدًا من المراكز الثقافية في أوروبا. أصبحت فيينا خلال القرن التاسع عشر عاصمة للإمبراطورية النمساوية وعاصمة لامبراطورية النمسا - المجر في وقت لاحق، ما جعلها مؤقتًا واحدة من أكبر مدن أوروبا. منذ نهاية الحرب العالمية الأولى، أصبحت فيينا عاصمة جمهورية النمسا.

## بداياته وبدايات العصور الوسطى
اشتق اسم فيندوبونا من اللغة الكيلتية، ما يشير إلى أن المنطقة كانت مأهولة بالسكان قبل العصر الروماني. أنشأ الرومان معسكرًا عسكريًا (احتلها الفيلق الروماني العاشر) خلال القرن الأول على موقع وسط مدينة فيينا الحالية. رُقيت المستوطنة لتصبح مركز البلدية في عام 212. ما تزال حتى اليوم شوارع المنطقة الأولى بادية في المكان الذي شيدت فيه جدران المخيم وخنادقه. بقي الرومان في المدينة حتى القرن الخامس.
كان فيندوبونا الرومانية تقع في أطراف الإمبراطورية، وكانت بالتالي فريسة لفوضى فترة الهجرة. هناك بعض الدلائل على وقوع حريق كارثي في بداية القرن الخامس لكن بقايا المخيم لم تُهجر وبقيت مستوطنة صغيرة. اتبعت شوارع ومنازل فيينا في العصور الوسطى المبكرة الجدران الرومانية السابقة، ما أدى إلى الاستنتاج بأن أجزاء من التحصين كانت لا تزال صامدة في مكانها وقد استخدمها المستوطنون.
عُثر على عملات نحاسية بيزنطية من القرن السادس عدة مرات في منطقة وسط المدينة الحالي، ما يشير إلى نشاط تجاري كبير، كما عُثر على مقابر من القرن السادس خلال الحفر بجوار بيرغهوف، في منطقة حول سالفاتورغاس. في ذلك الوقت، سيطر اللومبارديون على المنطقة، وتبعهم السلاف والآفار. تركّزت مدينة فيينا المبكرة على بيرغهوف.
كانت سجلات سالزبورغ التاريخية أول ذكر موثق للمدينة خلال العصور الوسطى، ويعود تاريخها إلى عام 881، عندما خاضت معركة آبود وينيام ضد المجريين. ومع ذلك، من غير الواضح ما إذا كان هذا السجل يشير إلى مدينة فيينا أو نهر فيينا. هزم الإمبراطور أوتو الأول المجريين عام 955 في معركة ليشفيلد. سمح هذا الانتصار في وقت مبكر لفيينا بالبدء في التطور نحو العصور الوسطى.

## حكم بابنبيرغ
في عام 976، منح مرغرافييت أوستاروتشي لعائلة بابينبرغ. تقع فيينا على حدوده مع المجر.
كانت فيينا موقعًا مهمًا للتجارة في وقت مبكر من القرن الحادي عشر. في مقايضة ماوترن بين أسقف باساو ومارجريف ليوبولد الرابع، ذكرت فيينا على أنها «سيفيتاس» لأول مرة، ما يشير إلى وجود مستعمرة منظّمة بشكل جيد. في عام 1155، جعل مارغريف هنري الثاني النمساوي فيينا عاصمة له. في عام 1156، رفعت النمسا إلى دوقية في مرسوم امتياز، وأصبحت فيينا مقرًا لجميع الدوقات المستقبليين. خلال ذلك الوقت أُسست السكوتينستيفت.
جلبت الأحداث المحيطة بالحملة الصليبية الثالثة، التي فُضح خلالها أمر الملك ريتشارد قلب الأسد فألقى الدوق ليوبولد الخامس الفاضل القبض عليه قبل يومين من عيد الميلاد عام 1192 في إردبرغ بالقرب من فيينا، فدية هائلة من 50000 مارك فضي (حوالي 10 إلى 12 طنًا من الفضة)، أي ما يبلغ ثلث ما يطالب به الإمبراطور من الإنكليز). سمح هذا الأمر بإنشاء دار لسك العملة وبناء أسوار المدينة حوالي عام 1200 ميلادي. في محطة قطار الأنفاق في ستوبنتور، لا يزال من الممكن رؤية بعض بقايا أسوار المدينة اليوم. لأنه أساء معاملة صليبي محمي من الكنيسة، نفى البابا سلستين الثالث ليوبولد الخامس، ليتوفى (دون أن يبرأ) بعد سقوطه عن حصانه خلال إحدى البطولات.
في عام 1221، حصلت فيينا على حقوقها كمدينة وميناء أساسيًا. هذا يعني أن جميع التجار الذين مروا عبر فيينا كان عليهم عرض بضائعهم في المدينة. سمح هذا الأمر لسكان فيينا بالعمل وسطاء في التجارة، فأنشأت فيينا سريعًا شبكة من العلاقات التجارية بعيدة المدى، لا سيما على طول حوض الدانوب والبندقية، لتصبح واحدة من أهم المدن في الإمبراطورية الرومانية المقدسة.
كان من المحرج أنه لم يكن لفيينا أسقفًا خاصًا بها. من المعروف أن الدوق فريدريك الثاني تفاوض بشأن إنشاء أسقفية في فيينا، ويعتقد أن أوتوكار بريمسيل قام بالأمر نفسه.

## الجمهورية الأولى
كانت نهاية الحرب نهاية إمبراطورية النمسا - المجر أيضًا. في 12 نوفمبر من العام 1918، أعلنت جمهورية دويتش أوستريتش، أو النمسا الألمانية، أمام البرلمان. تمركز سكان الإمبراطورية في العاصمة، والتي غالبًا ما كانت تسمى هيدروسيفالوس بسبب هذا الأمر؛ كانت لدى المقالات في الصحافة الدولية شكوك حول قابلية اعتبار فيينا مدينة أوروبية كبرى بعد تفكك امبراطورية النمسا - المجر.
في عام 1921، فصلت فيينا عن النمسا السفلى المحيطة وأصبحت ولاية قائمة بحد ذاتها، وأصبح رئيس البلدية حينها بمثابة حاكم للولاية، لكن بقيت فيينا ولو بالاسم عاصمة للنمسا السفلى حتى عام 1986، حين أصبح الديمقراطيون الاشتراكيون اليساريون، الذين هيمنوا منذ نهاية الحرب، مسؤولين عن إدارة المدينة. اعتبرت «فيينا الحمراء» نموذجا دوليًا. بُني العديد من المجمعات السكنية منخفضة التكلفة خلال تلك الفترة.
أدت الصعوبات الاقتصادية المتزايدة إلى بروز الراديكالية السياسية وتزايد الاستقطاب في الأحزاب السياسية. على الجانب الاشتراكي الديمقراطي، شُكل حزب الحماية الجمهوري يساري التوجه بين عامي 1923 و1924، وهو مجموعة شبه عسكرية حسنة التنظيم والتجهيز، وقد عارضها هيموير يميني التوجه، الذي شكله الحرس المحلي ووحدات قتالية مشابهة بعد نهاية الحرب.
في مايو من العام 1923، وبحضور الرئيس مايكل هينيش، افتتح المؤتمر العالمي الأول للنساء اليهوديات في هوفبورج، القصر الإمبراطوري السابق.

## الفاشية النمساوية
مهد حريق قصر العدل في عام 1927 بعد المظاهرات العنيفة وانهيار «كريديتانستالت»، أكبر مصرف في البلاد، وأخيرًا حل البرلمان في عام 1933، الطريق إلى الحرب الأهلية التي اندلعت في فبراير من العام 1934. بعد حظر إنجلبرت دولفوك، الذي كان مستشار النمسا ووزير الخارجية منذ عام 1932، الحزب النازي والحزب الشيوعي وشوتزبوند في عام 1933، ووسع قائمة الحظر لتشملبالإضافة إلى يهما الحزب الاشتراكي الديمقراطي في عام 1934 بعد انتفاضة فبراير. كانت المنظمة السياسية القانونية الوحيدة هي الحركة الجديدة التي أسسها هو نفسه، جبهة فاتيرلانديش. أنشأ «دولفوب» نظامًا استبداديًا يسمى ستاندستات وحكم دون الحصول على موافقة برلمانية.